# Фриланд, Христя
Христя Фриланд (англ. Chrystia Freeland), при рождении — Христина Александра Фриланд (англ. Christina Alexandra Freeland; род. 2 августа 1968, Пис-Ривер, Альберта) — канадский политик, бывший журналист, редактор и писатель. Член Либеральной партии и Палаты общин Канады с 2013 года. Занимала должности министра внешней торговли (2015—2017), министра иностранных дел (2017—2019), министра по связям с правительствами провинций (2019—2020), заместителя премьер-министра (2019—2024) и министра финансов (2020—2024). Работала в различных изданиях, в том числе в Financial Times, The Globe and Mail и Thomson Reuters.

## Биография
Родилась 2 августа 1968 года в городке Пис-Ривер в северной части провинции Альберта, Канада.
Её отец Дональд Фриленд (Donald Freeland) был адвокатом и членом Либеральной партии Канады с английскими и шотландскими корнями. Мать Галина Хомяк (Halyna Chomiak; 1946—2007) родилась в американском секторе оккупации Германии в Баварии (Бад-Вёрисхофен) в украинской семье, тоже была адвокатом и в 1988 году баллотировалась на выборах в округе Эдмонтон-Страткона от Новой демократической партии. 
Училась в Адриатическом колледже объединённого мира в Дуино в северной Италии. Она получила степень бакалавра искусств по русской истории и литературе в Гарвардском университете и в 1993 году степень магистра исследований по славистике в колледже Святого Антония в Оксфордском университете, где училась по стипендии Родса.
Фриланд начинала свою журналистскую карьеру на Украине в качестве стрингера Financial Times, The Washington Post и The Economist. Позже она работала в Financial Times в Лондоне заместителем редактора, редактором британских новостей, начальником московского бюро, корреспондентом в Восточной Европе, редактором воскресного издания и редактором веб-сайта Financial Times — FT.com.
С 1999 по 2001 год работала заместителем редактора канадской газеты The Globe and Mail, после чего заняла должность управляющего директора Financial Times в США. В марте 2010 года Фриланд перешла на должность редактора в Thomson Reuters, а в апреле 2011-го стала редактором Thomson Reuters Digital. До ухода из Thomson Reuters Фриланд была управляющим директором и редактором потребительских новостей. Она также работала еженедельным обозревателем в Globe and Mail.
Фриланд частый гость на американском телевидении и радио. Она шесть раз принимала участие в ток-шоу «Real Time with Bill Maher». А также участвовала в программах «The McLaughlin Group», «The Dylan Ratigan Show», «Imus in the Morning», «Fareed Zakaria GPS» и «The Colbert Report». Является частым гостем в политическом ток-шоу «Left, Right & Center» на радиостанции «KCRW». В июне 2013 года Фриланд выступила с речью на «TED Talks», посвящённой вопросам экономического неравенства, плутократии и глобализации.
Автор книг «Продажа века» (2000) о переходе России от коммунизма к капитализму и «Плутократы: расцвет глобальных сверхбогачей и упадок всех остальных» (2012). «Плутократы» попали в список бестселлеров The New York Times и получили премию Лайонела Гелбера за нехудожественное освещение международных дел, а также Национальную деловую книжную премию как «наиболее выдающаяся канадская книга, имеющая отношение к бизнесу».
Владеет английским, французским, украинским, русским и итальянским языками.

## Политическая деятельность
26 июля 2013 года Фриланд покинула журналистику, чтобы баллотироваться на довыборах в Палату общин Канады от Либеральной партии по округу Торонто-Сентер. 15 сентября 2013 года она выиграла праймериз, а 25 ноября получила 49,38 % голосов, победив журналистку Линду Маккуэйг из Новой демократической партии (НДП).
19 октября 2015 года снова была избрана в парламент, теперь уже от нового округа Юниверсити-Роздейл (частично находящегося на территории старого округа Торонто-Сентер), набрав 49,80 % голосов, победив телеведущую и политическую активистку Дженнифер Холлетт от НДП. Была министром внешней торговли Канады в 2015—2017 годах. 10 января 2017 года вместо Стефана Диона назначена министром иностранных дел Канады в правительстве Джастина Трюдо, который в тот день поменял руководителей шести министерств.
20 ноября 2019 года была назначена заместителем премьер-министра и перемещена с поста министра иностранных дел на пост министра по межправительственным отношениям. 18 августа 2020 была освобождена от должности министра по межправительственным отношениям и назначена министром финансов. Фриланд стала первой женщиной в Канаде, назначенной на эту должность.
19 апреля 2021 года представила свой первый федеральный бюджет Палате общин. Согласно её предложениям, было объявлено о создании национальной программы по уходу за детьми в Канаде.
16 декабря 2024 года объявила об отставке с поста министра финансов и уходе из правительства, объяснив своё решение возникшими в последние недели существенными различиями во взглядах с премьер-министром Джастином Трюдо на дальнейший путь страны. По данным The New York Times, высказанная в её заявлении об отставке критика политики Трюдо стала первым открытым актом несогласия со стороны члена его правительства.
14 марта 2025 года при формировании правительства Карни получила портфель министра транспорта и внутренней торговли.

## Украина и Россия
Фриланд критиковала Россию за военное вмешательство на Украине. В январе 2014 года Фриланд написала, что «Канада должна ввести персональные санкции против Януковича и его политических сторонников и заморозить их активы». В феврале и марте 2014 года Канада ввела санкции против российских и украинских чиновников, включая Януковича. С марта 2014 года Фриланд находится в списке 13 граждан Канады, которым Россия запретила въезд в страну. После назначения на пост министра иностранных дел Канады, Фриланд сказала: «Я хорошо знаю Россию. Я получила очень много удовольствия от своего четырёхлетнего проживания в Москве. Обожаю русский язык и русскую культуру… Считаю, что со своим прошлым, связанным с Россией, буду ценной составляющей усилий нашего правительства по восстановлению диалога там». Фриланд неоднократно выступала против возвращения России в G8.
Дед Фриланд по материнской линии, Михаил Хомяк (1905—1984), был главным редактором коллаборационистской украиноязычной газеты «Краковские вести» во время нацистской оккупации. В 2017 году пророссийские сайты начали распространять информацию о её деде. Когда у неё спросили о деде, она не ответила прямо и обвинила Россию в «дезинформации» и попытках дестабилизировать Канаду. Фриланд знала о прошлом Хомяка и была соредактором статьи о «Краковских вестях», опубликованной в 1996 году.

## Личная жизнь
Замужем за Грэмом Боули (Graham Bowley), британским писателем и репортёром The New York Times. У них две дочери и сын, которые получили славянские имена — Наталка, Галя и Иван.

## Награды
- Орден княгини Ольги I степени (23 августа 2022 года, Украина) — за значительные личные заслуги в укреплении межгосударственного сотрудничества, поддержку государственного суверенитета и территориальной целостности Украины, весомый вклад в популяризацию Украинского государства в мире[47].